# 王孝国
王孝国（1960年3月 - ），男，河北隆尧人，大学学历，1978年2月参加工作，1985年2月加入中国共产党，曾立三等功两次。2010年7月任内蒙古自治区巴彦淖尔市市委常委、巴彦淖尔军分区政委。

## 生平经历
1978年2月至1982年4月 ，北京军区第二通信总站二营七连战士。
1982年4月至1985年7月 ，北京军区第二通信总站载波技师。
1985年7月至1986年9月，任中国人民解放军北京军区第六十三集团军一八八师通信连副连长。
1986年9月至1986年10月，任第六十三集团军一八八师五六三团政治处宣传股干事。
1986年10月至1990年6月，任第六十三集团军一八八师五六三团政治处宣传股股长。
1990年6月至1994年2月，任第六十三集团军一八八师五六三团炮兵营政教。
1994年2月至1998年2月，任第六十三集团军一八八师五六三团政治处主任。
1998年2月至2002年1月，任第六十三集团军一八八师五六三团坦克团政委。
2002年1月至2003年11月，任中国人民解放军北京军区第二十四集团军装甲第一师副政委。
2003年11月至2009年12月，任中国人民解放军北京军区第六十五集团军装甲第一师副政委。
2009年12月至2010年7月，任内蒙古军区巴彦淖尔军分区政委。
2010年7月，任内蒙古军区巴彦淖尔军分区政委、内蒙古自治区巴彦淖尔市市委常委。